# Jagdpanther
De Jagdpanther ("Jachtpanter") was een tankjager gebouwd door nazi-Duitsland tijdens de Tweede Wereldoorlog op het chassis van de Panther.

## Ontwikkeling
Een zware tankjager gebaseerd op het 88 mm PaK 43-kanon en het Panther-tankchassis werd op 2 oktober 1942 besteld als ontwerp Sd.Kfz. 173. Dit kanon was een bijzonder effectief antitankwapen dat de potentie had Duitsland een voorsprong te geven in de wedloop tussen pantsering en vuurkracht; maar het was zo groot dat het niet eenvoudig in de geschuttoren van bestaande voertuigen kon worden geïnstalleerd. Er zou een aparte tank geproduceerd worden die het kanon droeg: de Tiger II, maar die was te duur om in zeer grote aantallen gefabriceerd te worden; daarom koos men voor de oplossing gemechaniseerd geschut te gebruiken, zonder draaibare toren. De Nashorn gebruikte het chassis van de Panzerkampfwagen IV maar was te licht bepantserd; de Elefant was te zwaar en gecompliceerd. Het chassis van de Panther was ideaal. De productie begon in januari 1944; op datzelfde moment stelde Hitler, aan wie het prototype op 16 december gepresenteerd was, Jagdpanther als naam vast.

## Beschrijving
Om het grote kanon te kunnen plaatsen werden de zijkanten van de Panther verbreed. Hierdoor ontstond een grote gevechtsruimte die een lager profiel had. Het kanon was een antitankkanonversie van hetzelfde 88mm-kanon als de Tiger II; daarnaast was er een MG34-machinegeweer in de voorkant voor nabije verdediging. Men beschouwde de Jagdpanther als een goede machine, die efficiënter was dan zijn tegenhanger bij de tanks, de Tiger II. Beide konden door het trefzekere hoofdwapen vijandelijke voertuigen vernietigen. Het enige nadeel van de Jagdpanther was de beperkte traverse van het kanon (naar links en rechts) maar dit was minder relevant in het verdedigende gevecht dat Duitsland toen meestal voerde. Het voordeel was dat het voertuig dezelfde krachtige motor had als de Tiger II maar wel twintig ton lichter was: zijn mobiliteit op het slagveld was dus superieur. Omdat het voertuig gebaseerd was op het bestaande Pantherchassis was er geen aparte logistieke ondersteuning nodig en de hoeveelheid vereist onderhoud was daardoor veel geringer. Het lagere profiel zorgde ervoor dat de tankjager makkelijker gecamoufleerd kon worden en minder opviel in een hinderlaag.
Dit alles maakte de Jagdpanther tot een geduchte tegenstander, vooral in verdediging.

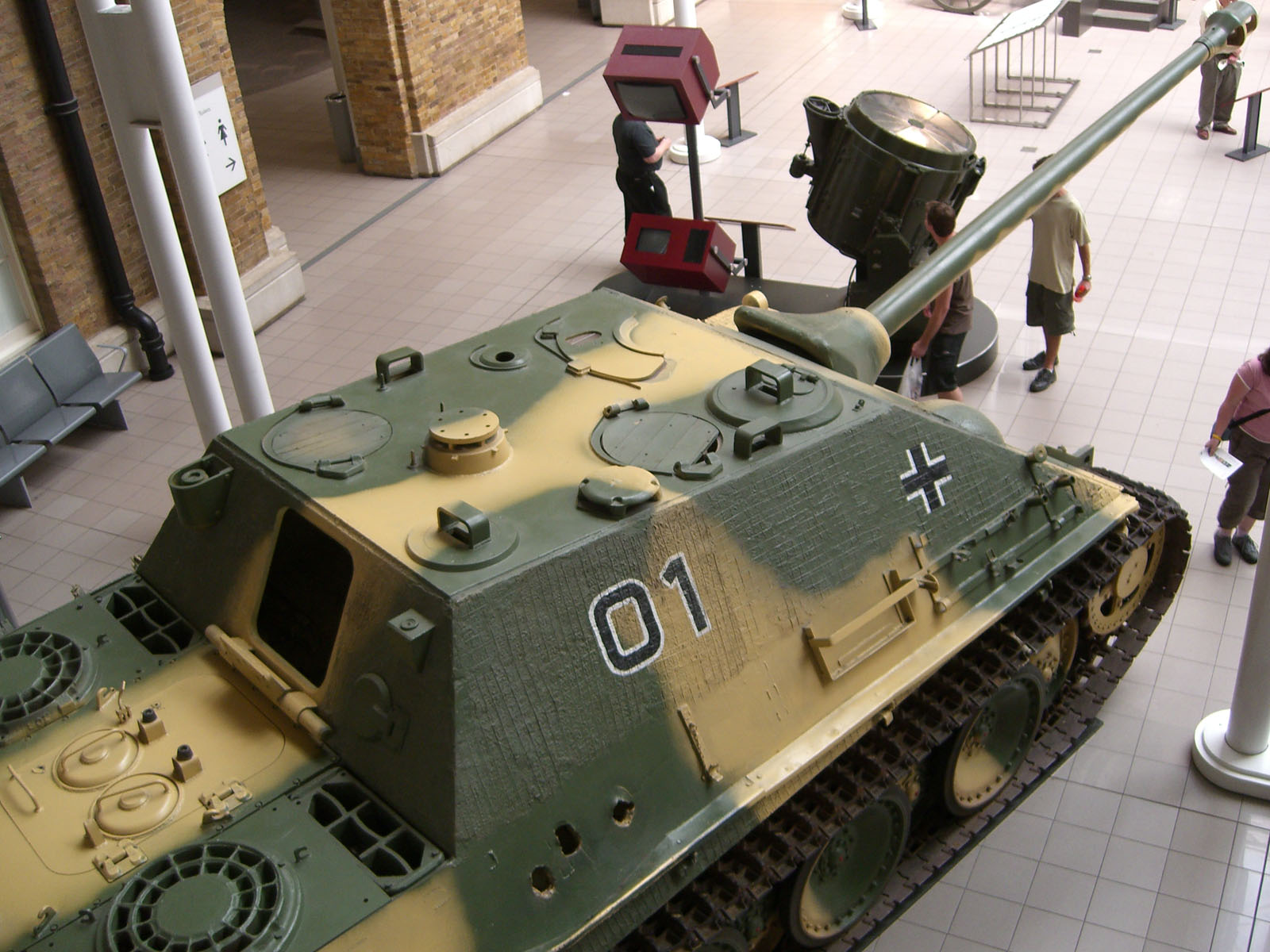
De Jagdpanther in het Imperial War Museum in Londen; onderaan ziet men de drie gaten van de treffers die het voertuig uitschakelden in de Strijd om Hechtel.

## Productie en inzet
Er werden ongeveer 413 Jagdpanthers geproduceerd: 226 in 1944 en 187 in 1945. Ze bewapenden schwere Panzerjäger-Abteilungen ("Zware Antitankbataljons") en dienden vooral op het westfront, en in de laatste maanden van de oorlog ook aan het oostfront. Ze werden voor het eerst aan het front ingezet tegen het Normandische bruggenhoofd waar de Duitse schwere Panzerjäger-Abteilung 654 initieel acht (later 25) Jagdpanthers inzette tegen Britse eenheden. Op het eind van de oorlog werd de Jagdpanther ook aan reguliere tankeenheden toebedeeld, om het tekort aan tanks te compenseren.